# Mendeléiev (volcà)
Mendeléiev (rus: вулка́н Менделе́ева; japonès: 羅臼岳, Rausu-dake) és un estratovolcà situat al sud de l'illa Kunaixir, a l'arxipèlag de les Kurils a l'oceà pacífic, que pertany a Rússia però reclamada des de fa temps pel Japó. El seu nom fa honor al químic rus Dmitri I. Mendeléiev que és l'autor de la primera taula periòdica.

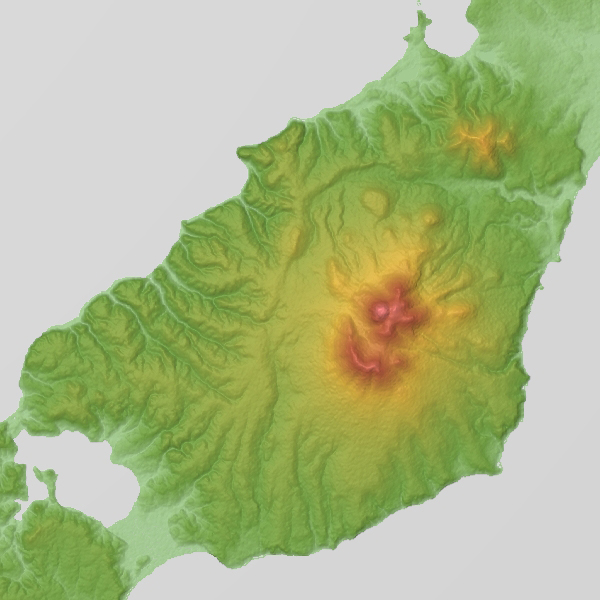
Mapa en relleu

El volcà dominant andesític-dacític és tallat per dues calderes niades, la major de 6–7 km de diàmetre i la més petita de 3-3,5 km. El con central, que es formà dins de la caldera més jove, fou trencat a l'oest per una allau gran de deixalles fa aproximadament 4200 anys. La cúpula de lava que creixé a l'interior del material dels allaus forma el punt més alt dels 888 m del volcà. Es considera que les cúpules de lava addicionals, a la part nord de la caldera antiga, representen l'activitat dels costats de la caldera més jove. L'única erupció històrica que consta fou una petita erupció el 1880.